# Ryūtarō Komiya

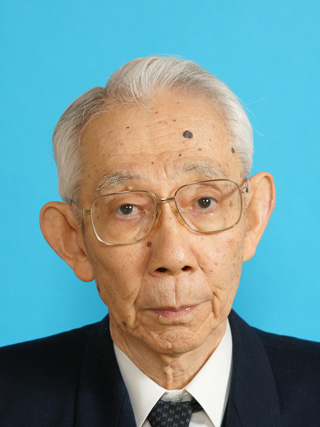
Ryūtarō Komiya (2020)

Ryūtarō Komiya (japanisch 小宮 隆太郎 Komiya Ryūtarō; geboren 30. November 1928 in Kyōto; gestorben 31. Oktober 2022 in Nerima, Präfektur Tokio) war ein japanischer Wirtschaftswissenschaftler.

## Leben und Wirken
Ryūtarō Komiya machte 1952 seinen Studienabschluss als einer der Besten an der Wirtschafts-Fakultät der Universität Tōkyō. 1969 wurde er Professor an seiner Alma Mater, die ihn als „Meiyo Kyōju“ verabschiedete. Anschließend wirkte er an der Aoyama-Gakuin-Universität, die ihn ebenfalls als Meiyo Kyōju verabschiedete.
Er leitete das Wirtschafts-Forschungsinstitut (通産省通商産業研究所, Tsusanshō sangyō kenkyūjo) des Wirtschaftsministeriums (METI), arbeitete als Gastforscher an der Stanford-Universität und an anderen Stellen.
Komiya beschäftigte sich mit der Weltwirtschaft nach dem Weltkrieg und übte auf die japanische sowie auf die chinesische Wirtschaftspolitik großen Einfluss aus.
1996 wurde Komiya als Person mit besonderen kulturellen Verdiensten geehrt und 2002 mit dem Kulturorden ausgezeichnet.
Zu seinen Schriften gehören „Untersuchungen zur japanischen Wirtschaft der Gegenwart“ (現代日本経済研究) und „Preis-Theorie“ (価格理論, Kakaku riron). Zu seinen zahlreichen Schülern zählten auch Masaaki Shirakawa und Fusae Ōta.
Ryūtarō Komiya starb am 31. Oktober 2022 im Alter von 93 Jahren.